# 생원
생원(生員)이라는 칭호는, 원래 본디 명청시대의 중원 영토의 지역의 국립학교(지역 소재 지방 관학)인 부학, 주학, 현학 등의 학생을 지칭하였었다.

## 명및청시대의 생원
중국사 황조 시대의 바로 이 생원(生員)을 수재(秀才)라고도 했다. 일단 해당 칭호는 뜻풀이부터 하자면, 생(生)이란 문자 그대로 학생을 의미하고, 원(員)은 본래 중국사 황조 시대의 명나라 태조 홍무제 초기 이후의 문관 관료 등을 지칭하는 용어였지만, 학생인 생원에게 원(員)이라는 명칭을 붙인 것은, 그만큼 관료 및 목민관 등에 준하는 대우를 한다는 의미가 내포되어 있다. 실제로 생원은 9품 관료 직에 준하는 복장, 요역우면의 특권, 사법적 면책특권, 신분의 종신보장과 같은 특권을 지니고 있었다. 부학, 주학, 현학에 입학하기 위한 시험을 동시(童試)라 했고, 동시(童試)의 수험생을 동생(童生)이라 했다.
동시는 현시, 부시, 원시라는 3단계 시험으로 거행되었다. 이 3단계의 시험을 통과해야만 생원이 될 수 있었다. 생원의 종류를 보면 늠선생(늠생), 증광생(증생), 부학생(부생)이 있다. 물론 국자감 설립과 동시에 이러한 생원의 종류가 형성된 것은 아니다. 생원은 공생이 되기도 했지만 기본적으로는 제1차 과거시험이라고 할 수 있는 향시(성시)에 참가할 수 있다. 물론 모든 생원이 향시에 참가할 수 있는 것은 아니었다. 생원 중에서 향시에 응시하기 직전의 시험인 과고(科考)에 응시하여 일정한 성적을 취득해야만 향시에 응시할 수 있었다.
생원은 기본적으로 관직에 진출할 수 없었고, 관직에 진출하려면, 감생이 되거나 공생(사실상은 감생의 일종이지만 청대에는 감생의 신분하락으로 공생은 별개의 신분이 됨)이 되거나, 향시에 합격하여 거인이 되거나 혹은 황제가 거행하는 전시에 합격하여 진사가 되어야 했다. 생원 중에서 국자감에 입학한 학생을 공감생이라 했으며 공감생을 공생이라고도 했다. 중앙국립학교인 국자감의 학생을 "감생"이라고 했다.
공생은 감생의 일종이었으나 명대 말기부터는 기부금으로 입학하는 연납감생이 점차 늘어나고, 또 국자감에 진학하여 공부하지 않는 감생도 늘어나는 등 전반적으로 감생의 지위가 하락했다. 그러한 상황은 청대까지 이어져 청대에 접어들면 감생의 일종이었던 공생(공감생)은 감생보다 더 높은 신분으로 인식되었다. 말하자면 청대에 들어가면 감생은 기부입학생인 연납감생이나 국자감에 진학하여 공부하지 않은 감생이 주류를 이루게 됨으로써 감생의 한 종류였던 공생은 감생과는 다른 신분으로 인식되어갔고 그 지위도 감생보다 높게 인식되어 갔던 것이다.

## 조선시대의 생원
원래 한국사 왕조 시대의 고려 공민왕 말기 이후의 목민관 및 향교 교장 등의 생원시 시행으로부터 첫 유래된, 훗날의 조선 시대의 소과 과거 시험의 생원시의 합격자의 자격을 갖춘 이인, 생원은 1단계 과거시험인 소과(小科)의 생원시의 합격자를 의미한다. 또는 시대에 따라 아무리 과거 시험에 합격하지 못했더라도, 오래도록 학업에 종사하였던 사람을 예우하는 차원에서 부르는 호칭으로 사용되기도 하였다.